# Los Briceño
Los Briceño es una novela colombiana de comedia dramática producida por Juan Carlos Villamizar para Caracol Televisión y distribuida por Caracol Internacional y Netflix. Está protagonizada por Katherine Escobar Farfán y Juan Manuel Restrepo, con las participaciones antagónicas de María Laura Quintero, Mario Espitia y Fernando Solórzano, junto a un extenso reparto coral.
Se estrenó el 4 de diciembre de 2019 en streaming en toda Latinoamérica a través de Netflix, exceptuando Colombia, y consta de 63 episodios de una hora. La serie se estrenó por primera vez en televisión abierta en Venezuela a través del canal Televen el 21 de abril de 2021, y concluyó el 19 de julio de 2021.
En Colombia, el estreno en televisión abierta estaba programado para 2020 por Caracol Televisión, pero debido a la pandemia de COVID-19, fue pospuesto para el 21 de noviembre de 2022. Finalizó el 21 de febrero de 2023.La historia es basada en la verdadera familia Briceño.

## Reparto
Parte del elenco y personajes de la trama fueron relevados a través del sitio web Vida Moderna el 19 de febrero de 2019.
- Katherine Escobar Farfán como Cecilia Araminta de los Ángeles Briceño Calvache "La Chiqui", "Chechi"
- Juan Manuel Restrepo como Fabián Molano "Peluche"
- Mario Espitia como Samuel Araújo
- María Laura Quintero como Tatiana Gerlein "Tati"
- César Mora como Armando Briceño "Don Armando"
- Carmenza González como Lucía Calvache
- José Daniel Cristancho como Rigoberto Briceño Calvache "Toronja"
- Toto Vega como Tulio Chipatecua
- Felipe Bernedette como Darío Briceño Calvache "Metacho"
- Camilo Amores como Breiner Stivenson Briceño Calvache "Yutúb" / Felipe Prieto "Pipe"
- Ana María Cuéllar como Nina
- Linda Lucía Callejas como Amalfi Sánchez "Doña Amalfi"
- Fernando Solórzano como Octavio Rugeles
- Argermio Gamez como Jonier
- Morris Bravo como Pedro
- Leonardo Agudelo como Juan Carlos
- María Fernanda Matus como Sofía Tobón Araújo "Sofi"
- Mayra Luna como Ilse Lulitza Margarita Potes Antequera "La Pararrayos"
- Melissa Bermúdez como María José Santos "Majo"
- Camila Porras
- Mónica Rendon como Antonia
- Raúl Ocampo como Renato Andrés Chaljub "Cuqui"
- Luis Zuleta como Jorge
- Ivette Zamora como Maribel
- Lorna Cepeda como Minerva de Chaljub
- Alexandra Restrepo como Mirta
- Rodrigo Castro como Presentador
- Luz Estrada como Ramona
- Walter Luengas como Alejandro Tobón
- Giancarlo Mendoza
- Fernando Lara como Pericles
- María Palacio como Doctora Silvia
- Tania Falquez como Paula
- Rafael Caparroso como Marcos
- Orlando Valenzuela como Fito
- Allyson Gómez
- Sandra Mónica Cubillos como Blanca
- Mauricio Donado como Luciano
- Víctor Cifuentes como Pascual
- Giovanni Almonancio
- Mayra Castillo
- Jorge Alfredo Sánchez como Hugo
- Rosemary Bohórquez como Pepa
- Paula Estrada como Pilar
- Julián Delgado como Daniel "Dani"
- Martha Calderón como Luz Marina
- José Sospedra como Javier
- Harold Córdoba como Álvaro
- Mario Ruiz Chamorro como Comisario
- Cleo Cadavid como Soraya
- Eddy Lozada
- Antonio Puentes como Alcides
- Orlando Bernal como Alonso
- Cleo Cadavid como Soraya
- Luis Tamayo como Don Boni
- Marcelo Cezan
- Adriana Bottina como Amelia
- José "Che" Carrillo
- Almilcar Barros como Hectór
- Alejandra Crispín como Cindy